# John Cameron (homme politique du Haut-Canada)
Pour les articles homonymes, voir John Cameron et Cameron.
John Cameron (1778-7 août 1829) est un homme politique canadien du Haut-Canada (Ontario). Il est député de la 7e législature du Haut-Canada (en), représentant le comté de Glengarry (en) en 1829.

## Biographie
Né dans la Mohawk Valley region (en), aux abords de la rivière Mohawk dans l'État de New York, Cameron est le fils d'un loyaliste à l'Empire britannique. Il s'établit sur une propriété nommé Fairfield à Charlottenburgh Township, aujourd'hui dans Summerstown en Ontario. 
Il occupe la fonction de lieutenant de la milice locale lors de la guerre anglo-américaine de 1812. En 1814, il est nommé juge de paix dans l'Eastern District (en).
Sa propriété sera plus tard la propriété du prospecteur John A. Cameron, aussi connu sous le surnom Cariboo Cameron.